# Панасюк Олександр Миколайович
Панасю́к Олекса́ндр Микола́йович — молодший сержант Збройних сил України.

## Нагороди
21 жовтня 2014 року — за особисту мужність і героїзм, виявлені у захисті державного суверенітету та територіальної цілісності України, вірність військовій присязі під час російсько-української війни, відзначений — нагороджений орденом «За мужність» III ступеня.